# Stand by for Action
Stand by for Action is een Amerikaanse oorlogsfilm uit 1942 onder regie van Robert Z. Leonard. Destijds werd de film in Nederland uitgebracht onder de titel Klaar voor actie.

## Verhaal
Twee mannen strijden om dezelfde positie bij de zeemacht. Tijdens de oorlog vechten ze broederlijk naast elkaar.

## Rolverdeling
| Acteur             | Personage         |
| ------------------ | ----------------- |
| Robert Taylor      | Gregg Masterman   |
| Charles Laughton   | Stephen Thomas    |
| Brian Donlevy      | Martin J. Roberts |
| Walter Brennan     | Henry Johnson     |
| Marilyn Maxwell    | Audrey Carr       |
| Henry O'Neill      | Stone             |
| Marta Linden       | Mary Collins      |
| Chill Wills        | Jenks             |
| Douglass Dumbrille | Ludlow            |
| Richard Quine      | Lindsay           |
| William Tannen     | Dudley            |
| Douglas Fowley     | Martin            |
| Tim Ryan           | Tim Ryan          |
| Dick Simmons       | Royce             |
| Byron Foulger      | Miller            |